# Italopodisma acuminata
Italopodisma acuminata is een rechtvleugelig insect uit de familie veldsprinkhanen (Acrididae). De wetenschappelijke naam van deze soort is voor het eerst geldig gepubliceerd in 1969 door La Greca.